# Мальчишник (фильм, 1984)

Кадр из фильма

«Мальчишник» (англ. Bachelor Party) — американский комедийный художественный фильм, поставленный режиссёром Нилом Израэлом.

## Сюжет
Водитель школьного автобуса в католическом приходе Рик Гэсско весёлый, общительный парень. Он, наконец, собрался покончить с холостяцкой жизнью и сделал предложение своей давней подруге Дебби. Его лучшие друзья Джей, Рико и другие решили снять дорогой номер в отеле, пригласить музыкантов, девочек лёгкого поведения и устроить ему грандиозный мальчишник. О планах узнаёт невеста и её подружки. Они решают перехватить проституток и под их видом самим пробраться на вечеринку, чтобы испытать на верность Рика, не забыв и самим поразвлечься.
Консервативные родители Дебби не в восторге от её выбора. Эд, отец Дебби, договаривается с её бывшим парнем Коулом, чтобы тот попытался испортить мальчишник. Планы девушек в итоге расстраиваются. Веселье омрачено тем, что один из друзей Рика, Брэд, осуществляет несколько безуспешных попыток самоубийства после развода. Вечеринка в номере отеля переходит в буйную оргию, в которую вынужден вмешаться менеджер отеля. В номер вызывают наряд полиции. Коул пытается под шумок выкрасть Дебби. Рик вмешивается. Их драка переходит из отеля в 3D кинотеатр, где зрители полагают, что происходящее - сцена из фильма. Рик одерживает верх и в итоге мирится с Дебби.

## В ролях
- Том Хэнкс — Рик Гэсско
- Тони Китэйн — Дебби Томсон
- Эдриан Змед — Джей О’Нил
- Джордж Гриззард — Мистер Томсон
- Барбара Стюарт — Мисс Томпсон
- Роберт Прескотт — Коул Витьер
- Уильям Теппер — Доктор Стэн Гэсско
- Уэнди Джо Спербер — Доктор Тина Гэсско
- Барри Даймонд — Руди
- Гарри Гроссман — Гари
- Майкл Дудикофф — Рико
- Бредфорд Бенкрофт — Брэд Моллен
- Мартина Финч — Фиби
- Анджела Эймс — миссис Клапнер
- Моник Габриэль — Трейси

## Производство
На роль Рика Гэсско рассматривались кандидатуры Джима Керри, Хоуи Мэндела и Тима Роббинса.